# DJ M.E.G.
DJ M.E.G.(полное имя — Эдуард Георгиевич Магаев; род. 20 декабря 1982, Владикавказ, СССР) — российский музыкант, диджей, продюсер, профессиональный хореограф.

## Биография
Эдуард Магаев родился в 1976 году в г. Владикавказе. Своё прозвище получил ещё в детстве. M.E.G. — это первые буквы его фамилии, имени и отчества. M.E.G. проделал долгий путь от би-боя до диджея. В 1996 году занялся танцами в стиле hype и попал в основной состав команды «Ice Beat» в Северной Осетии. Команда на тот момент была одной из лучших на юге России. Занятия танцами в скором времени переросли в работу. Уже в 1998 году он начал преподавать танцы.
В 2000 году команда «Ice Beat» получила премию как «Лучший танцевальный проект года» и стала гастролировать на юге России. Позже M.E.G. набирает новый более юный состав «Ice Beat» и открывает свою школу танца.
В 2002 году команда «Ice Beat» организовывает чемпионат юга России по брейк-дансу под названием «South Side Battle». В 2003 году «Ice Beat» принимает участие на баттле «Boty Russia 2003» в Сочи. Там M.E.G. знакомится с DJ Dlee.
Вскоре M.E.G. отправляется в Москву, чтобы принять участие в конкурсе «Звезда танцпола» на MTV и, добравшись до полуфинала, проигрывает. Не особо расстроившись, он возвращается обратно в свой Владикавказ. Уже вскоре после этого Эдуарда приглашают на кастинг конкурса «Звезда танцпола 2». Вновь всё заканчивается на полуфинале. Несмотря на результат, M.E.G. решает остаться в Москве. Здесь со своим другом и учеником Аликом он набирает новую команду «Ice Baldwin» и преподает в центре танца «Mainstream».
В то же время M.E.G. решает попробовать себя в Москве в качестве диджея. Единственным профессиональным диджеем в Москве, которого знал M.E.G. был DJ Dlee, с кем M.E.G. познакомился на «Boty Russia 2003». Эдик попросил его помочь, чем сможет и тот ему не отказал. Так M.E.G. вновь встречается с Dlee, который везёт его в клуб «B-Club». В «B-Club» Эдуард знакомится с Тимати и командой «VIP77». Вскоре в «B-Club» M.E.G. начинает играть свои первые сеты и принимает участие вместе с «Ice Beat» в клипе Тимати «Когда ты рядом» в качестве танцоров.
В 2006 году открывается новый проект Тимати «Black October DJ Bar», где M.E.G. становится резидентом. Также M.E.G. выступает в качестве диджея на концертах Тимати и становится официальным диджеем лейбла Тимати «Black Star inc.».
В настоящее время M.E.G. преподает в школе танцев «Mainstream», является спонсором и организатором баттлтодза «Танцы высоких технологий».
В 2010 году выходит дебютный сингл DJ M.E.G. «Можешь только ты», который был записан на двух языках: русском и английском. Вокальную партию исполнила певица Karina Koks. На сингл был снят клип, режиссёром которого выступил Владимир Шкляревский.
В том же году состоялась премьера второго сингла «Party Animal», записанного при участии Тимати. Трек практически не попал в ротацию ни на одну российскую радиостанцию, но, несмотря на это, стал одним из лидеров по онлайн-прослушиваниям в Интернете. Ещё до премьеры трек уже успел покорить все ведущие европейские танцполы.
В 2011 году M.E.G. сотрудничает с артистом лейбла Black Star inc. — B.K. и певицей Karina Koks. Результатом совместной работы стали синглы — «Make Your Move» (при участии B.K.), «Light» (при участии Globass и B.K.), «Там, где ты» (при участии Karina Koks), «Ayo» (при участии Karina Koks и B.K.). Кроме того в декабре того же года были выпущены ещё два сингла, записанные совместно с рэпером Demirra (aka Pro’fit) — «Freeworld» и «Show The Way». На сингл «Freeworld» был снят клип. Также M.E.G. принимает участие в записи сингла для Black Star Mafia — команды артистов лейбла «Black Star inc.» — под названием «Будь собой», в котором зачитал свой куплет. Это было первое появление DJ M.E.G. в качестве рэпера. На сингл «Будь собой» также был снят клип.
В конце февраля 2012 года DJ M.E.G. и солист группы «Morandi» Randi спродюсировали сингл под названием «Illegal» для румынской певицы Shaka Muv.
В апреле 2012 года M.E.G. совместно со своим коллегой DJ N.E.R.A.K. выпустили множество ремиксов и трек под названием «My Name Is Optimus Prime». В тандеме M.E.G. & N.E.R.A.K. записывают и выпускают ремиксы и собственные треки.
7 декабря 2012 года DJ M.E.G. объявил об уходе из лейбла «Black Star inc.».
28 января 2013 года выходит сингл DJ M.E.G. & N.E.R.A.K. «Rock The Beat» при поддержке лейбла «Black Hole Recordings», одним из основателей которого является диджей Tiësto. Трек вошёл в EP-сборник «Electro House EP 002». Затем при поддержке лейбла «Burn The Fire» выходит EP DJ M.E.G. и N.E.R.A.K. «Antares», в который вошли два сингла «Antares» и «Crux».
16 февраля 2013 года в эфире радио-шоу David Guetta состоялась премьера ремикса от DJ M.E.G. & N.E.R.A.K. на новый трек Duher и M-3ox под названием «Girls».
26 февраля 2013 состоялась премьера авторского шоу DJ M.E.G. под названием «Party Is Not Over», которое он вёл вместе с N.E.R.A.K. каждый вторник в 21:00 на московской радиостанции Megapolis FM.
4 мая 2013 лейбл Elementary Muzik представляет совместный сингл «Bang!» от DJ M.E.G., N.E.R.A.K., Subtronikz и SuddenBeatz. В мае этого года выходят два сингла — «Flames», записанного совместно с Dyana Thorn и вокалистом Viky Red и «One Mission», который был записан в коллаборации с N.E.R.A.K., Angelo Iossa и Chadash Cort. Последний был выпущен на лейбле «Q-Code Music». В июле при поддержке лейбла «Luxury Trax» в тандеме с N.E.R.A.K. выходит «Escape — EP», в который вошли два трека «Escape» и «Crackpot».
В декабре 2014 года участвует в шоу «Танцы» на телеканале ТНТ в качестве хореографа и напарника с одним из участников.
В конце 2014 года M.E.G. в тандеме с N.E.R.A.K. сделали следующий серьезный шаг к завоеванию музыкального Олимпа и стали официальными артистами первой танцевальной радиостанции России — Radio Record. В декабре 2014 года M.E.G. & N.E.R.A.K. выступили на сцене московского Stadium Live вместе с DJ N1 мира — Hardwell, который впервые приезжал в Россию в статусе лучшего диджея планеты.
В 2016 году M.E.G. официально стал артистом лейбла Axtone, владельцем которого является известный шведский продюсер Axwell.
Женат на певице Карине Кокс.

## Дискография

### Студийные альбомы
| Название | Информация                                                    |
| -------- | ------------------------------------------------------------- |
| TBA      | - Выпуск: TBA - Лейбл: TBA - Формат: CD, цифровая дистрибуция |

### Микстейпы
| Название                                              | Информация                                                                                     |
| ----------------------------------------------------- | ---------------------------------------------------------------------------------------------- |
| VKLYBE.TV MUSIC COLLECTION — DJ M.E.G.                | - Выпущен: 1 марта 2012 - Лейбл: Black Star Inc., VKLYBE.TV - Формат: CD, цифровая дистрибуция |
| TRAPEZZZA Vol.1 (совместно с Selecta Milo (M.I.L.O))  | - Выпущен: 15 ноября 2012 - Лейбл: — - Формат: цифровая дистрибуция                            |
| #AVG x #KONECSVETA x 211212                           | - Выпущен: 30 ноября 2012 - Лейбл: — - Формат: цифровая дистрибуция                            |
| R∆ZЁБ Vol.1 (совместно с Selecta Milo (M.I.L.O))      | - Выпущен: 12 января 2013 - Лейбл: — - Формат: цифровая дистрибуция                            |
| #AVG x MOSCOWHVLL                                     | - Выпущен: 26 января 2013 - Лейбл: — - Формат: цифровая дистрибуция                            |
| SPECIAL for #AVG x SAINT-P 26.04.13 / MOSCOW 27.04.13 | - Выпущен: 23 апреля 2013 - Лейбл: — - Формат: цифровая дистрибуция                            |
| SPECIAL 4 #AVG x TROPKILLAZ                           | - Выпущен: 7 июня 2013 - Лейбл: — - Формат: цифровая дистрибуция                               |
| #AVG One Year x AraabMuzik                            | - Выпущен: 14 августа 2013 - Лейбл: — - Формат: цифровая дистрибуция                           |

### Синглы

#### 2010
- «Можешь только ты» / «Only You» (при уч. Karina Koks)
- «Party Animal» (при уч. Тимати)

#### 2011
- «Make Your Move» (при уч. B.K.)
- «Light» (при уч. Globass & B.K.)
- «Там где ты» (при уч. Karina Koks)
- «Ayo» (при уч. Karina Koks & B.K.)
- «Будь собой» (Black Star Mafia: Тимати, Джиган, DJ M.E.G., B.K., Music Hayk)
- «Freeworld» (при уч. Demirra)
- «Show The Way» (при уч. Demirra)

#### 2012
- «Moscow to California» (при уч. Сергея Лазарева & Тимати)
- «Illegal» (Shaka Muv при уч. DJ M.E.G.)
- «My Name Is Optimus Prime» (совместно с N.E.R.A.K.)
- «Turn the Volume Up» (совместно с N.E.R.A.K. при уч. Demirra)
- «Stock-Holm»
- «Не с тобой» (B.K. при уч. M.E.G., prod. by DJ M.E.G.)
- «Rumble (Trap Era Mix)» (совместно с N.E.R.A.K.)
- «Al Pachino»
- «Calipso»

#### 2013
- «Rock The Beat» (совместно с N.E.R.A.K.)[26]
- «Antares - EP» (совместно с N.E.R.A.K.)[27]
- «На краю земли» (совместно с N.E.R.A.K. при уч. Karina Koks)[28]
- «Bang!» (совместно с N.E.R.A.K., Subtronikz & SuddenBeatz)[29][30]
- «Crackpot» (совместно с N.E.R.A.K.)[31][32][33]
- «Flames» (Dyana Thorn vs DJ M.E.G при уч. Viky Red)[34][35]
- «One Mission» (совместно с N.E.R.A.K. при уч. Iossa & Chadash Cort)[36][37]
- «Escape - EP» (совместно с N.E.R.A.K.)[33][38]
- «Угар» (при уч. Serebro)[39]
- «Sungate» (M-3ox vs. DJ M.E.G. & N.E.R.A.K.)[40]
- «Mascarada» (совместно с N.E.R.A.K.)[41]
- «Pan!c» (совместно с N.E.R.A.K.)[42]
- «DZOT-07» (совместно с N.E.R.A.K.)[43]
- «Nostromo / GVNG STVR — EP» (совместно с N.E.R.A.K.)[44][45]

#### 2014
- «Pound the Alarm!» (совместно с N.E.R.A.K., !PVNDEMIK)[46][47]
- «Я это ты (Murat Nasirov Tribute)» (совместно с N.E.R.A.K.)
- «Kill Me All Night Long» (при уч. Holy Molly)[48]
- «Nightfall» (совместно с N.E.R.A.K.)[49]
- «Nightfall [Vocal Edit]» (совместно с N.E.R.A.K. feat. Demirra)[50]
- «Message» (совместно с N.E.R.A.K. при уч. Alex Mescudi)[51]

#### 2015
- «Party People» (совместно с N.E.R.A.K., Shapov)[52]
- «Bring it Black» (совместно с N.E.R.A.K.)[53]
- «Nightfall» (совместно с N.E.R.A.K.)[54]
- «Не нужна» (совместно с N.E.R.A.K. при уч. Loboda)[55]
- «Concorde» (совместно с N.E.R.A.K.)[56]
- «Underground» (совместно с N.E.R.A.K.)[57]
- «Я верю в любовь» (совместно с N.E.R.A.K. при уч. Винтаж)[58]
- «Everybody — EP» (совместно с N.E.R.A.K., Shapov)[59]
- «Rocking» (совместно с N.E.R.A.K.)[60]

#### 2016
- «Renaissance» (совместно с N.E.R.A.K.)[61]
- «Ethnos» (совместно с NERAK)[62]
- «Funky (James Brown Tribute)» (совместно с NERAK)[63]
- «Get Down» (совместно с NERAK)[64]
- «Kush» (совместно с NERAK)[65]

#### 2017
- «Breathing Deeper» (совместно с NERAK, Shapov)[66]
- «Опасное чувство» (совместно с Кариной Кокс)[67]

#### 2018
- «Я не буду с тобой» (совместно с Кариной Кокс)[68]
- «Musora» (совместно с DZ)[69]
- «Matador» (совместно с ALAKO)[70]
- «Сон» (совместно с BK)[71]
- «Скажи мне да» (совместно с BK)[72]
- «Самая» (совместно с BK)[73]
- «Tirli Tirli» (совместно с FOX)[74]
- «You & Me» (совместно с FOX)[75]
- «Чужие люди» (совместно с BK)[76]
- «Strangers In The Night»[77]
- «Tanci» (совместно с BK)[78]
- «Alien / Handz Up — EP» (совместно с FOX)[79]
- «Посмотри мне в глаза» (совместно с Кариной Кокс)[80]

#### 2019
- «Dirty Happy» (совместно с FOX)[81]
- «Rams — EP» (совместно с FOX)[82]
- «Наедине» (совместно с Кариной Кокс)[83]
- «Shake Some» (совместно с FOX)[84]
- «BML» (совместно с FOX)[85]
- «One Life» (совместно с Red Square, Kayrae)[86]
- «Прямо в воздух» (совместно с Red Square, Gezweirdo)[87]
- «TLC» (совместно с FOX)[88]
- «One Life (VIP Mix)» (совместно с Red Square, Kayrae)[89]
- «Не прерывай меня» (совместно с Кариной Кокс)[90]

#### 2020
- «My Neck, My Back» (совместно с FOX)[91]
- «Dirty» (совместно с FOX)[92]
- «Дым» (совместно с Red Square, Gezweirdo)[93]
- «Bitch Wants Money» (совместно с TRIISH)[94]
- «PEGAS 20» (совместно с FOX)[95]
- «Check It Out» (совместно с FOX)[96]
- «Reguetón» (совместно с Yasniel Navarro, TeeMur)[97]
- «Home» (совместно с FOX)[98]
- «Give Me the Music — EP» (совместно с FOX)[99]

#### 2021
- «ПДР» (совместно с FOX)[100]
- «Pikachu» (совместно с FOX)[101]
- «Make Up Your Mind» (совместно с FOX)[102]
- «Ready or Not» (совместно с FOX)[103]
- «Кружева» (совместно с Lartey Mike)[104]
- «проблем» (совместно с NILETTO)[105]
- «I Wanna» (совместно с Agunda)[106]
- «Right Here — EP» (совместно с FOX)[107]

#### 2022
- «Trouble» (совместно с FOX)[108]

#### 2024
- «Mindfields» (совместно с NERAK)[109]
- «Lost Without You» (совместно с NERAK, D.A.L.I.)[110]
- «Самурай» (совместно с NERAK, Тимати)[111]
- «Lovely» (совместно с NERAK, D.A.L.I.)[112]

### Ремиксы
2013
- M-3ox & Duher feat. AjB — «Girls» (DJ M.E.G. & N.E.R.A.K. Remix)[113]
- DJ M.E.G. & N.E.R.A.K. — «Crackpot» (Trap Remix)[114]
- DJ M.E.G. feat. SEREBRO — «Угар» (DJ M.E.G. & N.E.R.A.K. Remix)[115]

2014
- Antoine Clamaran — «Breaking Into My Heart» (DJ M.E.G. & N.E.R.A.K. Remix)[116]
- Fatboy Slim — «Right Here Right Now» (DJ M.E.G. & N.E.R.A.K. Remix)

2015
- Afrojack feat. Mike Taylor — «SummerThing!» (Shapov vs. DJ M.E.G. & N.E.R.A.K. Remix)[117]

2020
- Niman feat. Truwer, Райда, Скриптонит — «Талия» (MEGandFOX Remix)[118]

2021
- Rihanna — «Yeah, I Said It» (MEGandFOX Remix)[119]
- НЕДРЫ — «Занят делом» (MEGandFOX Remix)[120]
- XXXTENTACION — «What Are You So Afraid Of» (MEGandFOX Remix)[121]
- FC/KAHUNA — «Glitterball» (MEGandFOX Remix)[122]
- Rakhim — «Fendi» (MEGandFOX Remix)[123]

2022
- Missy Elliott — «Lick Shots» (MEGandFOX Remix)[124]
- Iggy Azalea — «Emo Club Anthem» (MEGandFOX Remix)[125]
- Kelis — «Milkshake» (MEGandFOX Remix)[126]
- Mattei & Omich feat. Ella — «Roots» (MEGandFOX Remix)[127]

2023
- Skrillex, Fred again.. & Flowdan — «Rumble» (MEGandFOX Remix)[128]

### Видеоклипы
| Год  | Название                                                                  | Режиссёр                             | Альбом                                | YouTube |
| ---- | ------------------------------------------------------------------------- | ------------------------------------ | ------------------------------------- | ------- |
| 2010 | «Можешь только ты» (при уч. Karina Koks)                                  | Владимир Шкляревский                 | TBA                                   | ►       |
| 2010 | «Only You» (при уч. Karina Koks)                                          | Владимир Шкляревский                 | TBA                                   | ►       |
| 2010 | «Party Animal» (при уч. Тимати)                                           | Владимир Шкляревский                 | TBA / «SWAGG» (альбом Тимати)         | ►       |
| 2011 | «Make Your Move» (при уч. B.K.)                                           | Владимир Шкляревский                 | TBA                                   | ►       |
| 2011 | «Make Your Move (Remix)» (совместно с N.E.R.A.K. при уч. B.K.)            | Владимир Шкляревский                 | TBA                                   | [ 129 ] |
| 2011 | «Там, где ты» (при уч. Karina Koks)                                       | Владимир Шкляревский                 | TBA                                   | ►       |
| 2011 | «Будь собой» (в составе Black Star Mafia)                                 | Павел Худяков (HOODYAKOV Production) | TBA                                   | ►       |
| 2011 | «Freeworld» (при уч. Demirra)                                             | Владимир Шкляревский                 | TBA                                   | ►       |
| 2012 | «Moscow to California» (при уч. Сергея Лазарева & Тимати)                 | Павел Худяков (HOODYAKOV Production) | TBA / «Лазарев.» (альбом С. Лазарева) | ►       |
| 2012 | «Illegal» (Shaka Muv при уч. DJ M.E.G.)                                   | Iulian Moga                          | TBA                                   | ►       |
| 2012 | «Turn the Volume Up» (совместно с N.E.R.A.K. при уч. Demirra)             | Владимир Шкляревский                 | TBA                                   | ►       |
| 2013 | «Угар» (при уч. Serebro)                                                  | Максим Фадеев                        | TBA                                   | ►       |
| 2014 | «Kill Me All Night Long» (при уч. Holy Molly)                             | Максим Фадеев                        | TBA                                   | ►       |
| 2015 | «Я верю в любовь» (совместно с N.E.R.A.K. при уч. Винтаж)                 | Нина Дягилева, Данила Зотов, Ася Фри | TBA                                   | ►       |
| 2015 | «Concorde» (совместно с N.E.R.A.K.)                                       |                                      | TBA                                   | ►       |
| 2017 | «Breathing Deeper (Live from St. Petersburg)» (совместно с NERAK, Shapov) |                                      | TBA                                   | ►       |

## Награды и номинации
| Год  | Премия                    | Номинация                         | Работа                                                            | Результат |         |
| ---- | ------------------------- | --------------------------------- | ----------------------------------------------------------------- | --------- | ------- |
| 2011 | VKLYBE.TV                 | Лучший DJ 2011                    | DJ M.E.G.                                                         | Победа    | [ 130 ] |
| 2011 | OE VIDEO MUSIC AWARDS     | Best Rap & R’n’B                  | «Party Animal»                                                    | Победа    | [ 131 ] |
| 2011 | OE VIDEO MUSIC AWARDS     | Видео года                        | «Party Animal»                                                    | Номинация | [ 132 ] |
| 2011 | OE VIDEO MUSIC AWARDS     | Best International Video (CIS)    | «Make Your Move»                                                  | Номинация | [ 133 ] |
| 2011 | OE VIDEO MUSIC AWARDS     | Прорыв года                       | DJ M.E.G.                                                         | Номинация | [ 134 ] |
| 2011 | Премия Муз-ТВ             | Официальный DJ премии             | DJ M.E.G.                                                         |           |         |
| 2012 | Премия RU.TV              | Лучший танцевальный трек          | «Там, где ты»                                                     | Номинация | [ 135 ] |
| 2012 | VKLYBE.TV Industry Awards | Лучший Mash Up DJ 2012            | DJ M.E.G.                                                         | 2 место   | [ 136 ] |
| 2012 | OE VIDEO MUSIC AWARDS     | Видео года                        | «Moscow to California»                                            | Номинация | [ 137 ] |
| 2012 | OE VIDEO MUSIC AWARDS     | Лучшая песня года                 | «Moscow to California»                                            | Номинация | [ 138 ] |
| 2012 | OE VIDEO MUSIC AWARDS     | Лучшая песня на иностранном языке | «Moscow to California»                                            | Номинация | [ 139 ] |
| 2012 | OE VIDEO MUSIC AWARDS     | Best Rap & R&B                    | «Freeworld»                                                       | Победа    | [ 140 ] |
| 2012 | OE VIDEO MUSIC AWARDS     | Лучший музыкальный проект         | DJ M.E.G. при уч. Сергея Лазарева & Тимати «Moscow to California» | Номинация | [ 141 ] |
| 2014 | Премия Муз-ТВ             | Лучший дуэт                       | DJ M.E.G. & Serebro «Угар»                                        | Номинация | [ 142 ] |
| 2014 | Премия RU.TV              | Самое сексуальное видео           | «Угар»                                                            | Номинация | [ 143 ] |
| 2014 | Премия RU.TV              | Лучший танцевальный трек          | «Угар»                                                            | Номинация | [ 143 ] |
| 2014 | Oops! Choice Awards       | Дайте два (дуэты)                 | DJ M.E.G. & Serebro «Угар»                                        | Номинация | [ 144 ] |